# Jordi Fluvia Poyatos
Jordi Fluvia Poyatos (31 augustus 1984) is een Spaanse schaker met een FIDE-rating 2448 in 2016. Sinds 2006 is hij internationaal meester (IM). 
In augustus 2005 speelde hij mee in het Banyoles 2005 Chess Festival en eindigde daar met 7.5 punt op de tweede plaats. Harmen Jonkman werd eerste. In 2006 eindigde hij als zesde bij het Banyoles Chess Festival. Bij het 12e Open Schaaktoernooi van Villard de Lans in 2015 eindigde hij op een tweede plaats.

## Externe koppelingen
- (en)   Informatie over schaakpartijen van Jordi Fluvia Poyatos op ChessGames.com
- (en)   Informatie over schaakpartijen van Jordi Fluvia Poyatos op 365chess.com
- (en)  FIDE-ratinggegevens voor Jordi Fluvia Poyatos